# Субальпийская славка
Субальпийская славка, или рыжегрудая славка (лат. Curruca cantillans) — певчая птица семейства славковых, обитающая в Средиземноморье.

## Описание
Субальпийская славка длиной от 12 до 13 см. Верхняя часть тела сероватая, нижняя часть тела светлая. В оперении присутствует белая полоса «бороды». Кроющие крыльев имеют светлые кромки. Радужины тёмные, ноги песочно-бежевые. Клюв бежевый, кончик и надклювье тёмные.
У самцов голова и спина серые. Выделяются ярко-красное глазное кольцо, а также горло и грудь от интенсивного коричневого до кирпичного цвета. 
У самок значительно более бледная светло-серая голова и спина серо-оливкового цвета. Окологлазное кольцо белёсое, горло о боковые стороны имеют розовый отблеск, нижняя часть тела белая.
Оперение верхней части тела молодых птиц коричнево-оливкового цвета, нижняя часть тела белая.

## Распространение
Субальпийская славка распространена по всему Средиземноморью. Она обитает на всём Иберийском полуострове, за исключением западного и северного побережья, через юг Франции до южной Италии и Сицилии, в Северной Италии до Тосканы и на средиземноморских островах. Дальше от южной Словении по балканскому побережью Средиземного моря, Болгарии, Греции до запада Малой Азии.
Субальпийская славка живёт в маквисе, в лесах, поросших каменным, пробковым и пушистым дубами. Наибольшей плотности популяция вида достигает в маквисе или гариге с зарослями олеандра вблизи рек. В культурном ландшафте она встречается редко.
Субальпийская славка — это перелётная птица. Её регион зимовки расположен с запада сахеля на восток до северо-запада Судана и юго-запада Египта. Отлёт из мест гнездований начинается в конце июня, интенсивнее всего во Франции, начиная с середины июля. Основная часть птиц мигрирует с августа по сентябрь. Оставшихся птиц можно наблюдать ещё до конца октября. Прилёт в Южную Францию начинается с середины марта, отстающие прибывают ещё до середины мая. В период возвращения субальпийская славка может многочисленно встречаться на центральных и западных островах Средиземного моря.

## Питание
Питание состоит, прежде всего, из насекомых, летом и осенью также из плодов.

## Размножение
Гнездо устраивает в низком кустарнике, редко на высоте выше 1 м. Оно строится из стебельков и коры розмарина или можжевельника. Внешние стороны украшаются паутиной. Внутри гнездо набивается шерстью животных и пухом растений. В кладке от 3-х до 4-х зеленоватых в крапинку яиц, длиной 16,5, шириной 12,9 мм, весом 1,42 г. Оба партнёра (большую часть времени — самка) высиживают кладку от 11 до 13 дней. Птенцы появляются голыми. Их глотка красного цвета с желтоватым краем. Оба родителя принимают участие в выкармливании. Самка защищает птенцов, расправив крылья от дождя и солнечного света. Выводковый период длится от 11 до 12 дней. Если самка начинает второе гнездование, то самец берёт заботу о первом выводке на себя. Период гнездования продолжается с середины апреля до начала июня.

## Подвиды
Выделяют два подвида. 
- Curruca cantillans cantillans (Pallas, 1764) — номинативная форма, север Италии и Сицилия
- Curruca cantillans albistriata Brehm, 1855 — обитает в Юго-Восточной Европе, включая Турцию, грудь каштановая, брюхо светлее, а полоса бороды более широкая, чем у номинативной формы.